# Municipio Coipasa
Das Municipio Coipasa ist ein Verwaltungsbezirk im Departamento Oruro im Hochland des südamerikanischen Anden-Staates Bolivien.

## Lage im Nahraum
Das Municipio Coipasa ist eines von drei Municipios in der Provinz Sabaya. Es grenzt im Nordwesten an das Municipio Sabaya, im Westen an die Republik Chile, im Süden an das Departamento Potosí, im Osten an die Provinz Ladislao Cabrera und im Nordosten an das Municipio Chipaya.
Das Municipio Coipasa besteht aus der Coipasa-Insel und dem nordwestlichen Teil des Salzsee Salar de Coipasa. Das Municipio umfasst insgesamt sechs Ortschaften, der zentrale Ort ist die Ortschaft Coipasa mit 742 Einwohnern (Volkszählung 2012) im nordöstlichen Teil der Insel.

## Geographie
Das Klima in der Region ist semiarid, der Jahresniederschlag liegt bei nur 200 mm (siehe Klimadiagramm Sabaya). Von April bis November herrscht Trockenzeit mit Monatswerten von weniger als 10 mm Niederschlag, die Feuchtezeit im Sommer ist kurz und der Regen wenig ergiebig. Die Jahresdurchschnittstemperatur liegt bei knapp 7 °C ohne wesentliche Schwankungen im Jahresverlauf, aber mit starken Tagesschwankungen der Temperatur und häufigem Frostwechsel.
Die Vegetation in der Region entspricht der semiariden Puna. Sie ist baumlos und setzt sich vor allem aus Dornsträuchern, Gräsern, Sukkulenten und Polsterpflanzen zusammen. Sie wird wirtschaftlich als Lama-, Alpaka- und Schafweide genutzt.

## Bevölkerung
Die Einwohnerzahl ist zwischen 1992 und 2024 auf fast das Vierfache angestiegen:
| Jahr | Einwohner | Quelle       |
| ---- | --------- | ------------ |
| 1992 | 406       | Volkszählung |
| 2001 | 616       | Volkszählung |
| 2012 | 903       | Volkszählung |
| 2024 | 1405      | Volkszählung |

Die Bevölkerungsdichte des Municipios bei der letzten Volkszählung von 2024 betrug 0,9 Einwohner/km², der Anteil der städtischen Bevölkerung war 0 Prozent, die Lebenserwartung der Neugeborenen lag im Jahr 2001 bei 66,1 Jahren.
Der Alphabetisierungsgrad bei den über 19-Jährigen beträgt 96 Prozent, und zwar 98 Prozent bei Männern und 94 Prozent bei Frauen (2001).

## Politik
Ergebnis der Regionalwahlen (concejales del municipio) vom 4. April 2010:
| Wahlberechtigte |  | Stimmen | gültig |  | MAS-IPSP |
| --------------- |  | ------- | ------ |  | -------- |
| 364             |  | 314     | 183    |  | 183      |
|                 |  | 86,3 %  | 58,3 % |  | 100,0 %  |

Ergebnis der Regionalwahlen (elecciones de autoridades políticas) vom 7. März 2021:
| Wahl- berechtigte |  | Wahl- beteiligung | gültige Stimmen |  | PP      | MAS-IPSP | UN SOL PARA ORURO | BST    | UNICO  |
| ----------------- |  | ----------------- | --------------- |  | ------- | -------- | ----------------- | ------ | ------ |
| 440               |  | 378               | 347             |  | 192     | 118      | 12                | 10     | 5      |
|                   |  | 85,91 %           | 91,80 %         |  | 55,33 % | 34,01 %  | 3,46 %            | 2,88 % | 1,44 % |

## Gliederung
Das Municipio ist nicht weiter in Kantone (cantones) unterteilt, es besteht zu mehr als zwei Dritteln aus dem Salzsee "Salar de Coipasa". Die einzige nennenswerte Ortschaft im Municipio Coipasa ist der Hauptort Coipasa mit 742 Einwohnern.